# Osobní ordinariát Stolce svatého Petra
Osobní ordinariát Stolce svatého Petra (latinsky Ordinariatus Personalis Cathedrae Sancti Petri) je katolický osobní ordinariát pro bývalé anglikány (episkopály) a bývalé příslušníky církví z anglikánství vzešlých (např. metodisty), kteří chtějí být součástí katolické církve a přitom si zachovat své anglikánské dědictví. Jeho jurisdikce zahrnuje území Spojených států amerických a Kanady.

## Historie
Osobní ordinariát Stolce svatého Petra vznikl 1. ledna 2012 v souladu s ustanoveními apoštolské konstituce Anglicanorum coetibus.
Osobní ordinariát Naší Paní z Walsinghamu byl zřízen pro Anglii a Wales 15. ledna 2011, Osobní ordinariát Stolce svatého Petra pro Spojené státy a Kanadu dne 1. ledna 2012 a Osobní ordinariát Naší Paní Jižního kříže pro Austrálii 15. června 2012. Od roku 2017 bylo dekretem rozhodnuto, že všechny farnosti ve Spojených státech zřízené podle pastoračního zabezpečení budou převedeny do ordinariátu. Biskup Lopes z Osobního ordinariátu Stolce svatého Petra požádal, aby se vyhýbalo termínům jako „anglikánský ritus“ a „anglikánský ordinariát“, a uvedl: „Naši duchovní a věřící nemají rádi, když se jim říká anglikáni, jednak proto, že je to necitlivé vůči skutečným anglikánům, jednak proto, že se tím nenápadně naznačuje, že jejich vstup do plného společenství není tak úplný. Jsme katolíci v každém smyslu.“

## Sídlo ordinariátu
Sídlí v Houstonu ve státě Texas, s katedrálou P. Marie Walsinghamské v Houstonu. Jeho současným ordinářem je Steven Joseph Lopes.

## Seznam ordinářů

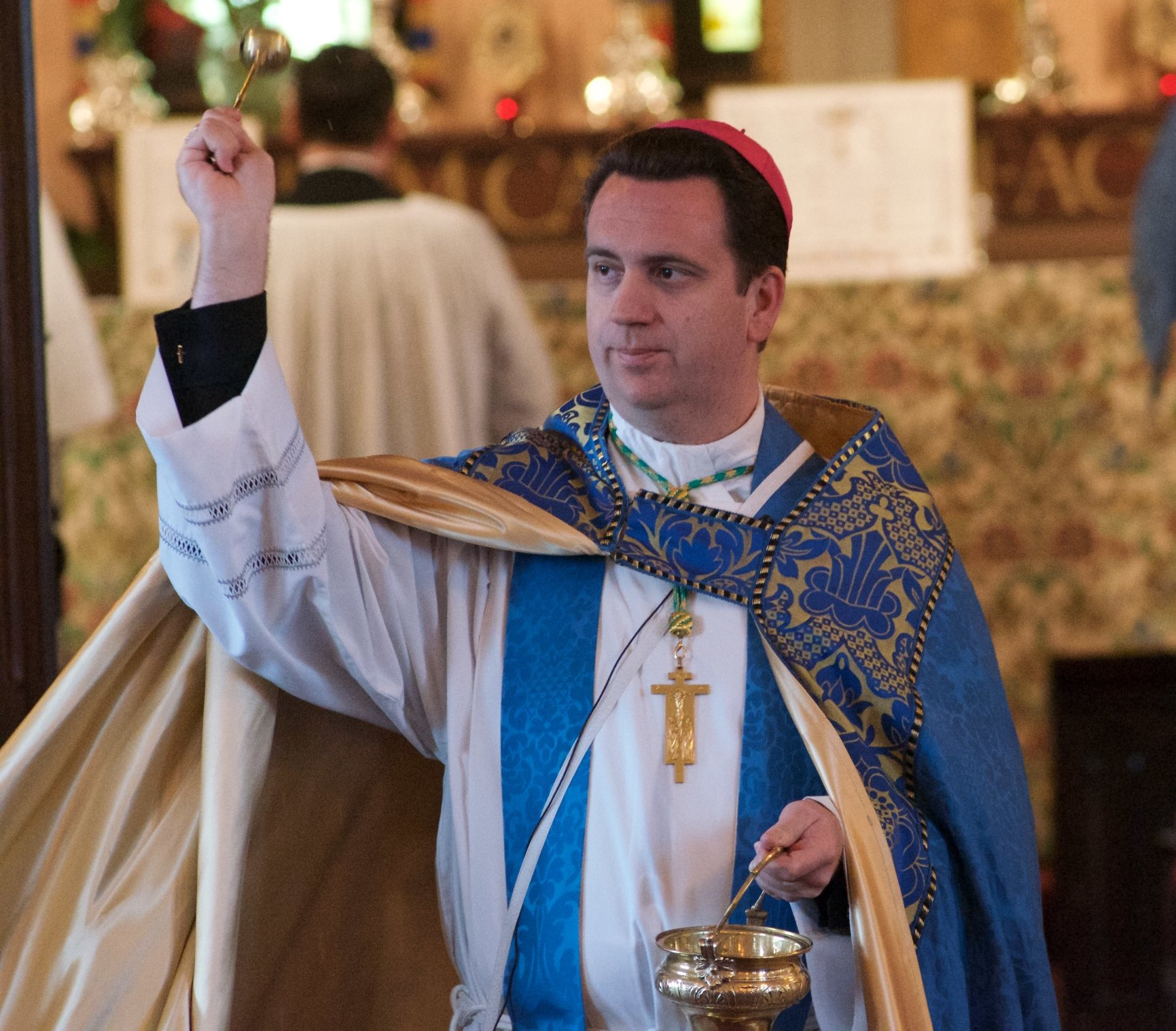
Biskup Lopes při úkonu asperges

- Jeffrey Neil Steenson (* 1. 4. 1952), do září 2007 biskup Episkopální církve USA (EC USA) v Rio Grande. Do Římskokatolické církve oficiálně přestoupil (s manželkou a dětmi) 1. prosince 2007. Dne 13. 12. 2008 byl (sub conditio – pod podmínkou) vysvěcen na jáhna pro diecézi v Santa Fe v Novém Mexiku a 21. 2. 2009 na kněze pro tutéž diecézi. Od 1. ledna 2012 byl jmenován ordinářem nově zřízeného ordinariátu (s titulem monsignora), instalován do úřadu byl 12. 2. 2012. Odstoupil 24. 11. 2015 – je emeritní.
- Steven Joseph Lopes (* 22. 4. 1975) – 5. října 2000 byl vysvěcen na jáhna pro římskokatolickou arcidiecézi San Francisco, poté 23. června 2001 na kněze pro tuto arcidiecézi. Dne 24. 11. 2015 byl jmenován (druhým) ordinářem, následně 2. února 2016 vysvěcen na biskupa pro tento ordinariát. Jeho světitelé na biskupa jsou uvedeni v seznamu diecézí v USA (personální ordinariát katedry sv. Petra v USA a Kanadě).